# Le Monnier

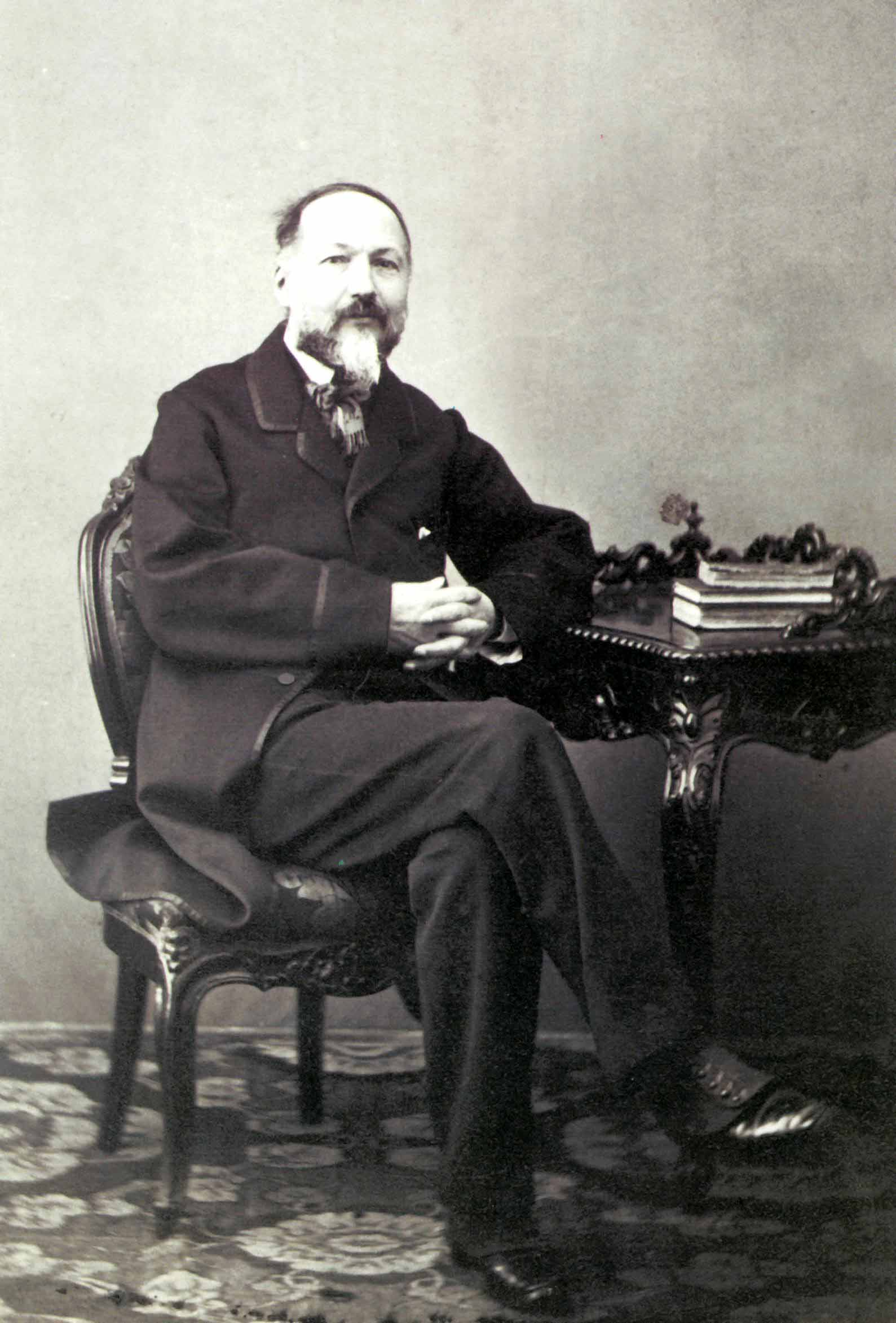
Felice Le Monnier

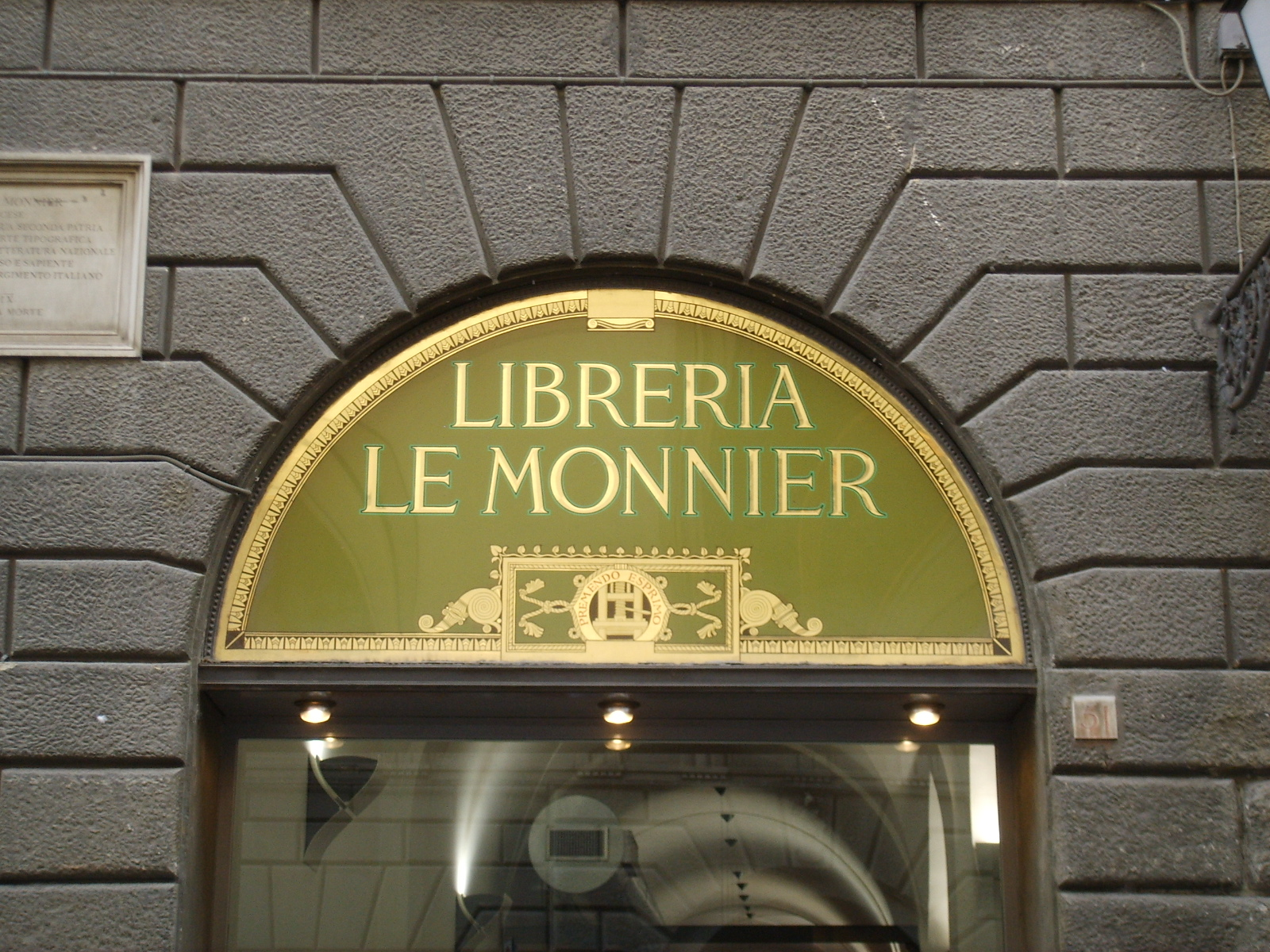
Vetrata degli anni '20, ex-libreria Le Monnier, Firenze

Le Monnier è una casa editrice italiana fondata a Firenze da Felice Le Monnier nel 1840, dal 1999 di proprietà del Gruppo Mondadori.
Tra le maggiori collane della casa editrice si ha la Biblioteca Nazionale.
Tra i maggiori titoli dell'offerta editoriale di dizionari e testi di approfondimento si ricordano il Nuovo Devoto-Oli. Il vocabolario dell’italiano contemporaneo di Giacomo Devoto e Gian Carlo Oli e  il Latino – vocabolario della lingua latina – di Gian Biagio Conte, Emilio Pianezzola, Giuliano Ranucci.

## Storia
Fondata a Firenze nel 1840 dal francese Felice Le Monnier (1806 – 1884), già tre anni dopo la sua istituzione vide la nascita della più famosa tra le sue collane, la “Biblioteca nazionale italiana”. Parallela a questa collana, la "Biblioteca nazionale economica" ne riproduceva alcuni titoli a un prezzo più accessibile. Un'altra collana di punta era la "Biblioteca diamante" dedicata ai classici della letteratura italiana e straniera. Seguirono nuove collane, come: la "Biblioteca economico-militare", la "Piccola Biblioteca" e la serie dei volumi del Regio Istituto di studi superiori pratici e di perfezionamento a Firenze.
Accanto alle collane, i dizionari. Tra tutti, il "Vocabolario degli accademici della Crusca", le cui vendite andarono tuttavia a rilento. Maggior fortuna ebbe il "Vocabolario della lingua italiana" compilato da Pietro Fanfani ad uso delle scuole.
Attenta a partire dagli anni sessanta all'editoria scolastica, la casa editrice ha pubblicato riviste politico-letterarie e scientifiche di rilievo quali “Pegaso”, “Il Ponte”, “Studi italiani di filologia classica”, “La Cultura”. Tra le altre pubblicazioni si cita, nell'ambito dei dizionari, il Vocabolario illustrato della lingua italiana e il Vocabolario della lingua italiana di Giacomo Devoto e Gian Carlo Oli,  e il Devoto-Oli dei sinonimi e contrari.
Nel 1999 la Le Monnier – che ebbe tra i collaboratori personalità come Vittore Branca e Giovanni Spadolini (come direttore dei “Quaderni di storia” e, dal 1976 al 1994, come presidente della società) – entrò a far parte del gruppo Arnoldo Mondadori Editore.

### I successori Le Monnier
Per raccogliere l'eredità di Felice Le Monnier, nel 1865 venne costituita una società anonima («Società Successori Le Monnier»). Il capitale iniziale ammontò a duecentomila lire. I proprietari delle azioni erano notabili fiorentini e toscani appartenenti alla borghesia medio-alta.

### Il cambiamento nell'assetto proprietario
Nel 1919, nel corso di un'adunanza del consiglio d'amministrazione, comparve per la prima volta negli atti della società il nome di Armando Paoletti, uno stampatore proprietario di una piccola topografia, la «ditta Enrico Ariani», i cui locali erano in parte subaffittati come magazzini della Società Successori Le Monnier. Paoletti aveva sposato la figlia di Enrico Ariani.
Nel 1923 Paoletti divenne il nuovo proprietario della Le Monnier, avendone acquisito la maggior parte delle azioni. Nel gennaio del 1925 "lo stato della società e lo sviluppo degli affari" portarono all'approvazione di una modifica dello Statuto, conferendo così la gestione aziendale non più a un direttore generale, bensì a due "consiglieri delegati", uno con funzioni amministrative, l'altro con funzioni tecniche, allargando il numero di consiglieri. Armando Paoletti e Oliviero Franchi furono i due consiglieri delegati.

## Produzione editoriale, collane e titoli

### Collane e titoli del dopoguerra
In uno dei primi "bollettini" su "Le più importanti novità e ristampe" (giugno 1946) si annunciano Gianfranco Contini (Un anno di letteratura, seconda edizione), Giuseppe De Robertis (Scrittori del Novecento, seconda edizione), Attilio Momigliano (Elzeviri, seconda edizione), Ugo Enrico Paoli (Vita romana), Bernardino Barbadoro (Ventisette secoli di storia d'Italia), Paolo Lamanna (Antologia filosofica) e Giuseppe Colosi (La dottrina dell'evoluzione).
Nella "Collana di studi storici e filosofici" Panfilo Gentile pubblica Il cristianesimo dalle origini a Costantino.
Nino Valeri, invece, pubblica La lotta politica in Italia dall'unità al 1925, antologia che ripercorre la "biografia della nazione". Carlo Morandi, docente di storia moderna, affronta il tema dei partiti politici ne I partiti politici nella storia d'Italia.
Piero Calamandrei raccoglie i "Quaderni del Ponte", nei quali si propone di raccogliere le "opere originali di politica e letteratura" che erano destinate ad apparire in un "volume separato" per la loro estensione. Il saggio Funzione storica dei Comitati di liberazione nazionale di Mario Delle Piane ne è un esempio.

### La produzione editoriale dal 1966

#### Opere di cultura
La collana dei «Quaderni di Storia» è un'opera storiografica giunta nel 1987 al suo settantacinquesimo titolo. Al suo interno sono presenti firme autorevoli come quella di Giuseppe Talamo, Arturo Colombo, Giorgio Borsa, Luigi Lotti e Nicola Tranfaglia. Nella stessa collana, all'interno della sezione «documenti»,  si trovano gli scritti di Ezio Vanoni.
All'interno della «Biblioteca Nazionale» si ha l'edizione foscoliana, che nel 1986 viene ricordata con l'edizione critica delle Grazie; nel 1987 inizia quella di Giovanni Verga – opera prevista in ventidue volumi. Gli scritti giovanili di Giacomo Leopardi e l'intera edizione nazionale di quelle di Carlo Cattaneo fanno sempre parte del patrimonio della «Biblioteca Nazionale».
Nel 1968 giunge a maturazione la serie I Grandi Classici della letteratura italiana che, dopo la pubblicazione dei primi tre titoli, viene sospesa, lasciando spazio a successive pubblicazioni di edizioni scolastiche commentati della Divina Commedia e dei Promessi Sposi.
Negli anni '80 vengono pubblicate opere frutto di rapporti con Università, Enti ed Istituzioni Culturali, come la Storia di Prato – iniziata nel 1986 – diretta da Fernand Braudel, curata da storici ed economisti. Nell'ambito di edizioni che godono di finanziamento pubblico si può trovare la Guida generale degli Archivi di Stato italiani – cinque volumi frutto del rapporto con la Direzione generale degli Archivi di Stato.

#### Periodici
Nel 1866 la Nuova Antologia, nel 1920 gli Studi Italiani di Filologia Classica con Giorgio Pasquali e l'Archivio Glottologico Italiano (rivista di Graziadio Isaia Ascoli con pubblicazione nel 1873).
Vieri Paoletti, negli anni Trenta, dà inizio a pubblicazioni periodiche di interesse didattico e scolastico. Nel 1978 si ha il ritorno della Nuova Antologia, con Le Monnier come impresa stampatrice e non editrice. La crescente diffusione consente di ampliare il ventaglio di diffusione con la serie Quaderni della Nuova Antologia.
Nel 1975 viene acquisita la rivista scientifica Informatica e diritto, nel 1985 la testata Assicurazioni, Relazioni Internazionali viene gestita tra il 1983 e il 1985. Atene e Roma è la rivista dell'Associazione Italiana di Cultura Classica.
Annali della Pubblica Istruzione, Le scienze la matematica e il loro insegnamento, Archimede sono riviste dedicate alla scuola.
Rassegna dell'istruzione si occupa di organizzazione, legislazione e amministrazione scolastica, mentre nel 1987 nasce Ambiente Salute Territorio.

#### Dizionari
Giacomo Devoto, studioso della lingua italiana, è stato una figura alla quale si devono opere come il Vocabolario illustrato della lingua italiana e il Dizionario della lingua italiana, edizione scolastica (1971). Nel 1987 si ha la pubblicazione de il Nuovo vocabolario curato da Gian Carlo Oli e Lorenzo Magini.
il Latino – vocabolario della lingua latina – di Gian Biagio Conte, Emilio Pianezzola, Giuliano Ranucci (che ha sostituito il Vocabolario illustrato della lingua latina di Bianchi-Lelli).

#### Maggiori pubblicazioni scolastiche -Le Monnier Scuola
- La matematica per la scuola media, 1971
- Introduzione alle scienze sperimentali, prima edizione nel 1980
- Geografia, 1975
- Storia, 1978
- Il quaderno di italiano e Il libro di italiano, 1987
- Divina Commedia
- I promessi sposi
- Geometria
- Tecnologia delle costruzioni
- Costruzioni[21]
- Gustavo Zagrebelsky, Diritto[22]
- Antonio Caforio, Aldo Ferilli, Fisica![23]
- Miguel Gotor, Elena Valeri, Passaggi[24]